# Amtsgericht Bad Harzburg

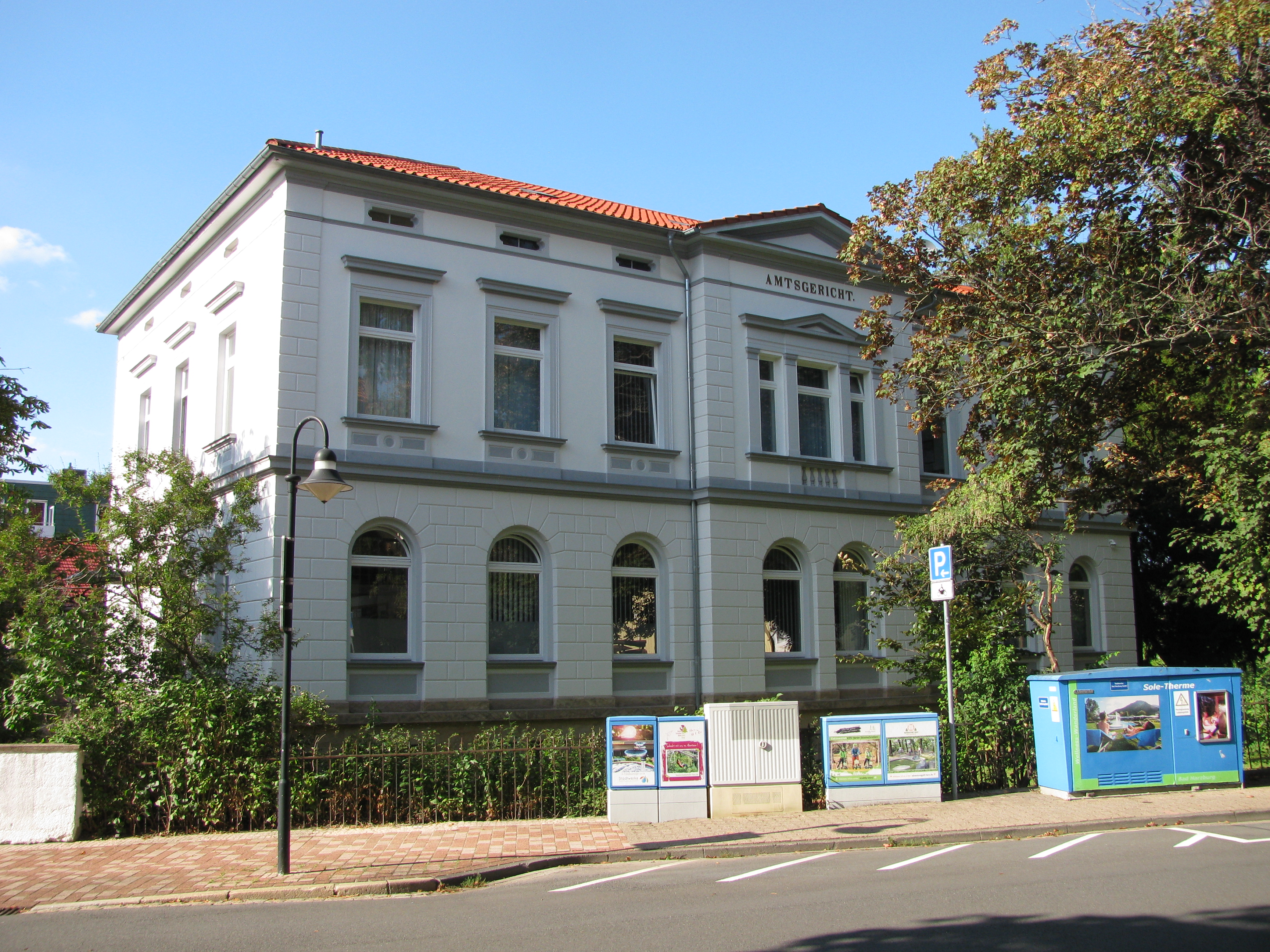
Amtsgerichtsgebäude

Das Amtsgericht Bad Harzburg (bis 1892: Amtsgericht Harzburg) war ein deutsches Amtsgericht mit Sitz in Harzburg.

## Geschichte

### Von der Märzrevolution bis zu den Reichsjustizgesetzen
Im Herzogtum Braunschweig waren die Ämter gleichzeitig Verwaltungsbehörde als auch Eingangsgericht. In Harzburg bestand das Amt Harzburg. Im Rahmen der Märzrevolution wurde 1848 auch die Trennung der Rechtsprechung von der Verwaltung gefordert. Diese wurde mit dem Gesetz, die Gerichtsverfassung betreffend vom 21. August 1849 umgesetzt. Die Kreise waren nun reine Verwaltungsorgane, die Gerichtsfunktion wurde zum 1. Juli 1850 speziellen Gerichten übertragen. An der Spitze stand das Obergericht Braunschweig, darunter bestand ein Kreisgericht in jedem Kreis und die Eingangsgerichte wurden als Stadt- bzw. Amtsgericht bezeichnet. Für den Landkreis Wolfenbüttel entstand so das Kreisgericht Wolfenbüttel und darunter das Amtsgericht Harzburg als eines von 22 Amtsgerichten des Herzogtums. Der Sprengel des Amtsgerichts umfasste 1863 acht Orte mit 5876 Einwohnern.

### Ab 1879
Im Rahmen der Reichsjustizgesetze wurden reichsweit einheitlich Oberlandes-, Land- und Amtsgerichte gebildet. Im Herzogtum Braunschweig entstand so das Oberlandesgericht Braunschweig und die Landgerichte Braunschweig und Holzminden. Das Amtsgericht Harzburg blieb bestehen und war nun eines der 16 Amtsgerichte, die dem Landgericht Braunschweig zugeordnet waren. Am Gericht bestandene 1880 eine Richterstelle. Das Amtsgericht war damit ein kleines Amtsgericht im Landgerichtsbezirk. Es wurden 8544 Gerichteingesessene gezählt.
Mit der Umbenennung von Harzburg nach Bad Harzburg 1892 änderte sich auch der Name des Gerichtes in Amtsgericht Bad Harzburg. Im Jahre 1973 wurde das Amtsgericht Bad Harzburg aufgehoben.

## Amtsgerichtsgebäude
Das Amtsgerichtsgebäude (Herzog-Wilhelm-Straße 47) steht unter Denkmalschutz. 